# レストン

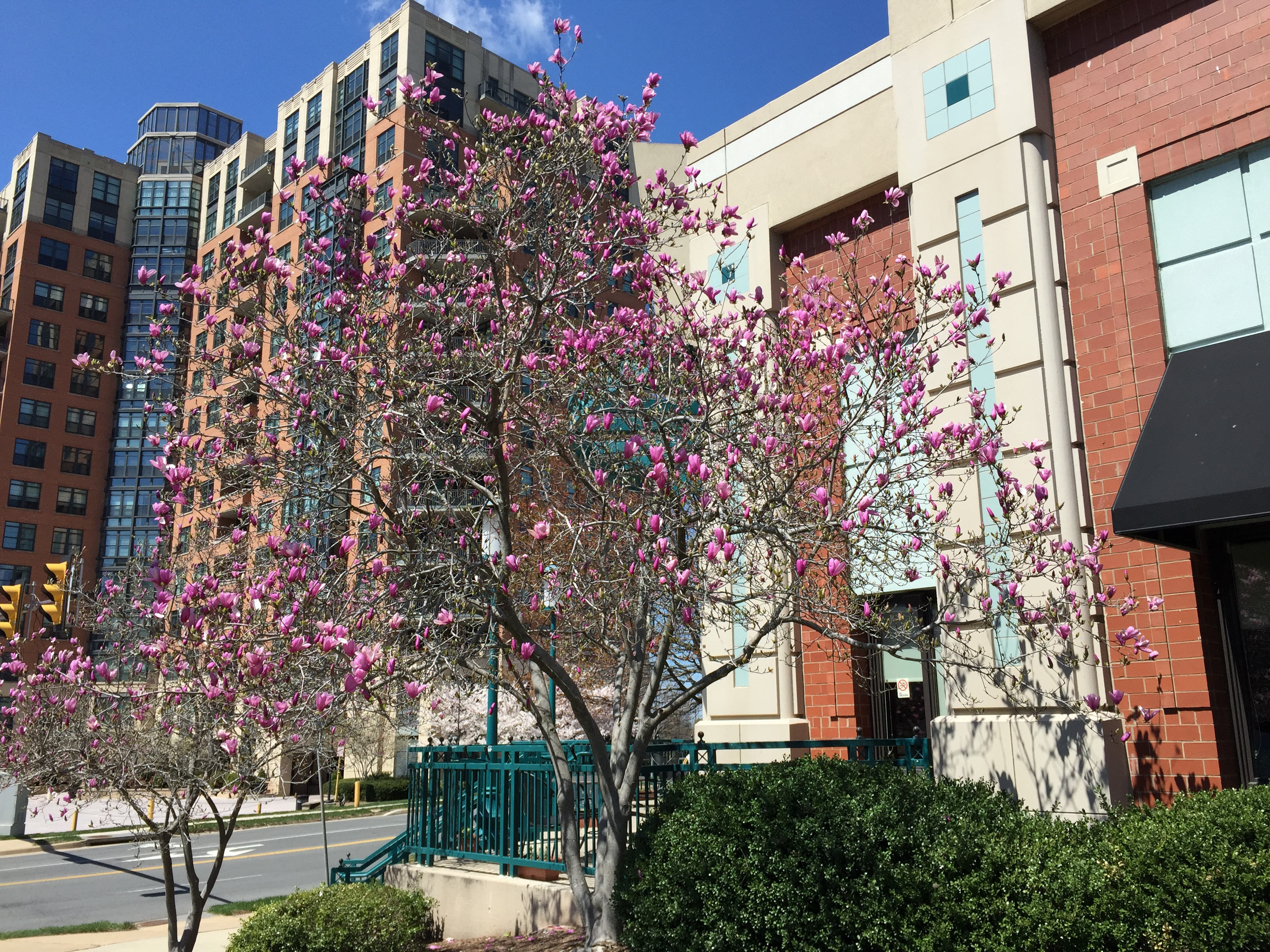
レストンのマグノリア（2015年）

レストン（Reston） は、アメリカ合衆国バージニア州のフェアファクス郡にある国勢調査指定地域（CDP）。人口は6万3226人（2020年）。ワシントンD.C.の郊外にある。
1964年から80年にかけて計画的に建設されたニュータウンである。計画面積は2800ヘクタール、計画人口は7万5000人であった。開発者は民間デベロッパーのサイモンエンタープライズ。近隣住区を基本とし、ゴルフ場や工場地区、自然林などを有する。ワシントンメトロシルバーラインの駅があり、ワシントンD.C.と結ばれている。

## レストンウイルス
1989年、当時レストンのオフィス地区にあった輸入カニクイザルの検疫施設で、エボラウイルスの疑いがあるフィロウイルスに感染したサルが発見された。問題の施設にいた約500匹のカニクイザルは、アメリカ陸軍感染症医学研究所（USAMRIID）のバイオハザード対策チームによりウイルスに感染しているか否かを問わず安楽死させられ、施設は徹底的に消毒された。このフィロウイルスはエボラウイルスと異なりヒトに対して非病原性であることが判明したが、地名にちなんでレストンウイルスと名付けられた。レストンでの事件はワシントン近郊だったこともあり、エボラ問題を扱ったリチャード・プレストンのノンフィクション『ホット・ゾーン』で中心テーマに取り上げられるなど、メディアに大きく注目された。現在、同施設は取り壊されて別の建物が建っている。

## 地元メディア
レストンはワシントンD.C.の商圏に属するため、ワシントン・ポストおよびワシントン・タイムズの配達地域である。この他に、地元紙として『フェアファックス・カウンティ・タイムズ』と『レストン・コネクション』がある。